# 突尼斯航空
突尼斯航空（阿拉伯語：الخطوط التونسية）是突尼斯的国家航空公司，成立于1948年，总部设在突尼斯首都突尼斯市。该公司以突尼斯—迦太基国际机场为枢纽，经营国内航线以及前往非洲、亚洲及欧洲一些城市的国际航线。突尼斯航空是阿拉伯航空运输组织的成员。

## 歷史
1948年，突尼西亞政府與法國航空達成同意，建立了突尼斯航空。於1949年開始服務。在1957年，法國航空把部分股份數目由降低，然後突尼斯政府就成為最大股東。
1990年，突尼斯航空買了2架空中巴士A320，並保持以前的塗裝。
1993年-1998年期間，突尼斯航空開始擴展業務至歐洲，增加了往布拉格、布達佩斯、華沙、布拉迪斯拉發、里斯本、林茲、薩爾茨堡、格拉茨、莫斯科、貝魯特和斯德哥爾摩。但只有往貝魯特和斯德哥爾摩是正常的定期班次，往里斯本是季節性班次，其他歐洲目的地都是包機班次。之後往莫斯科的航班還中止了。
1998年10月21日，突尼斯航空慶祝50周年成立，同時也開始了使用波音727型飛機。
1999年，突尼斯航空和法國航空簽署了一項協議，內容是組織聯盟。
空中巴士A330進入了突尼斯航空機隊後，突尼斯航空有可能會開設航班往加拿大蒙特利爾。

## 目的地
在2008年9月，突尼斯航空共有53個目的地飛越非洲、亞洲和歐洲。

## 機隊

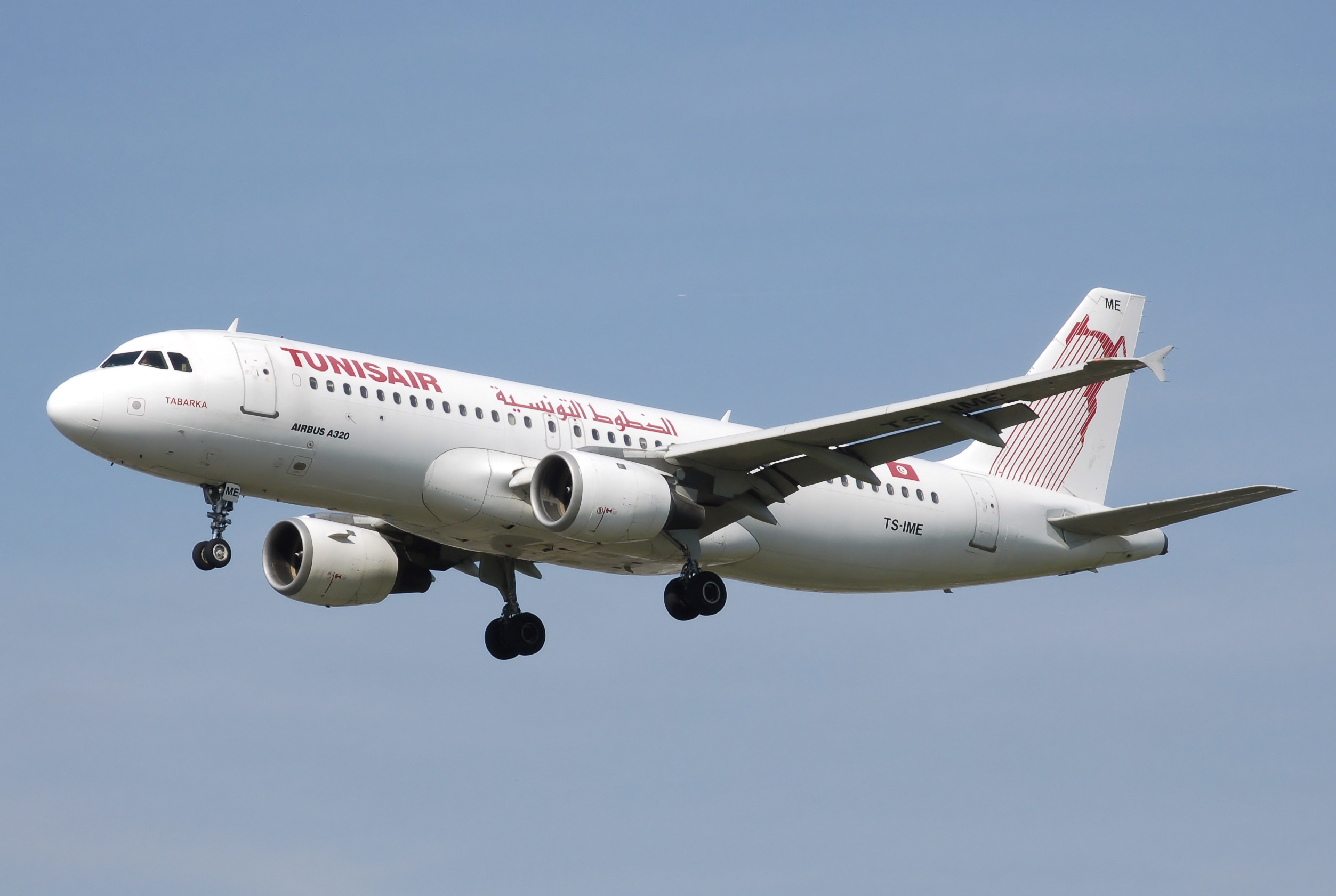
突尼斯航空空中巴士A320-200在英國倫敦希斯罗機場降落

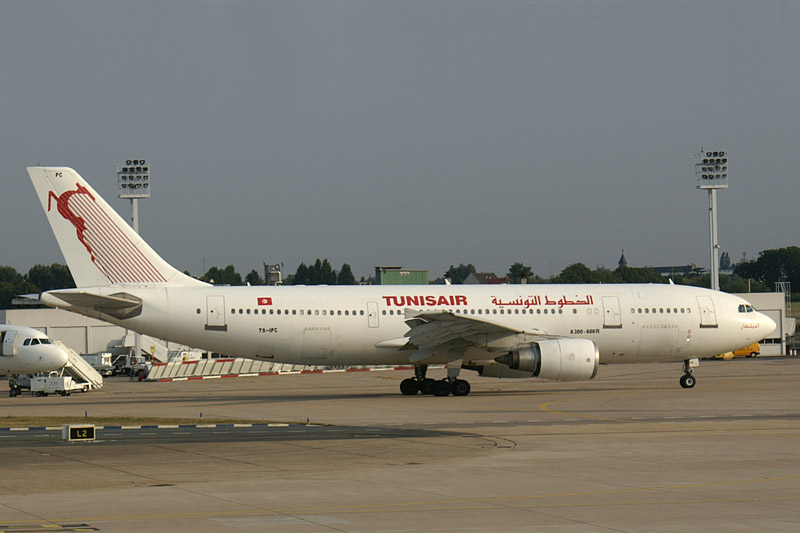
突尼斯航空空中巴士A300在巴黎－奧利机场

截至2017年3月，突尼斯航空機隊平均機齡15.1年，擁有以下飛機：